# جوزيف فرنسيس سكوت
جوزيف فرنسيس سكوت (بالإنجليزية: Joseph Francis Scott)‏ هو عسكري أمريكي، ولد في 4 يونيو 1864 في بوسطن في الولايات المتحدة، وتوفي في 28 فبراير 1941 في ماساتشوستس في الولايات المتحدة.